# أنطوان بيلو
أنطوان بيلو (بالفرنسية: Antoine Bello)‏ هو رائد أعمال وكاتب فرنسي وأمريكي، ولد في 25 مارس 1970 في بوسطن في الولايات المتحدة.

## وصلات خارجية
- الموقع الرسمي